# Li Zhaodao
Li Zhaodao (李昭道S, Lǐ ZhādàoP; 675 – 758) è stato un pittore cinese.

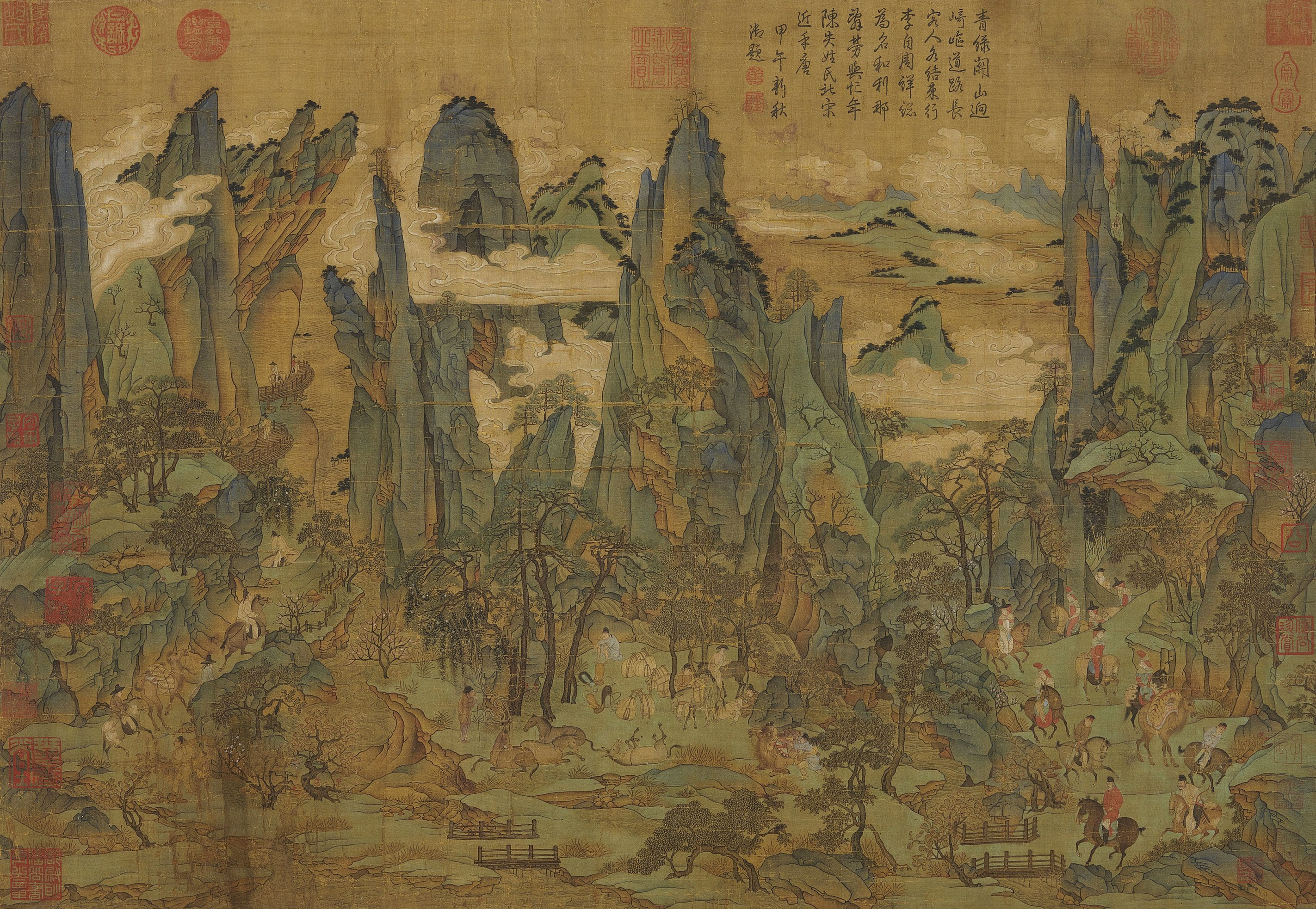

Figlio di Li Sixun, fu, insieme al padre, il fondatore dello stile settentrionale o stile Li.
fu attivo dal 670 al 730.

## Biografia
Figlio del pittore Li Sixun, è conosciuto con il nome di Piccolo Generale Li, poiché suo padre fu generale. I giudizi dei critici antichi su padre e figlio non sono unanimi nella valutazione dei rispettivi meriti.  In generale si attribuisce a Li Sixun un'energia minore ma anche un fascino più sottile. Infatti lui ha sicuramente la tendenza a rafforzare l'approccio decorativo del padre, sviluppando uno stile ancora più delicato e una concezione ancora più frammentata, con il medesimo uso dei colori blu, verde e oro. Questo è testimoniato da due opere conversate al National_Palace_Museum di Taipei che verosimilmente non sono collegabili al suo stile: La fuga de l'imperatore Xuanzong verso Sichuan e Passeggiata tra le montagne in primavera.

## Attribuite per tradizione
Passeggiata tra le montagne in primavera è un'opera tradizionalmente attribuita a Li Zhaodao, indubbiamente copia tarda di un'opera Tang. 
Dettagli del rotolo dall'alto: alcuni viaggiatori a cavallo escono da una gola e si fermano in una vallata dove scorre un fiume, ai piedi di un triplo ammasso di picchi. I cavalli liberi di scorrazzare si rotolano al suolo. Più distante a sinistra, i cavalieri in testa si incamminano a fianco della montagna. Il dipinto è eseguito in modo lineare. Dentro i contorni, alcuni pastelli blu e verdi ravvivano il disegno.
È tramite le opere di Zhaodao che la letteratura critica cerca di rivificare il genio di Li Sixun, il padre, gran maestro di paesaggistica tra la fine del VII e inizio dell'VIII secolo.
Dopo Zhng Yanyuan (810-880), Zhaodao modifica lo stile di suo padre e, quindi, lo sorpassa in ingegnosità.
Dopo Zhu Jingxuan, al contrario, non uguaglierà mai il padre nella forza del tratto.

## Influenza della scuola
Nella scuola chan, ci sono due correnti: la prima del Sud, la seconda del Nord. Nell'epoca Tang cominciarono a distinguersi: tuttavia, i rappresentanti non furono necessariamente originari del Sud o del Nord; il criterio selettivo non fu geografico ma estetico.
Per i pittori classici della scuola del Nord, è necessario raggiungere la somiglianza formale tramite un disegno dettagliato e colori brillanti.
I pittori del Sud vanno oltre: guidati dall'intuizione, loro afferrano in un solo momento l'essenza delle cose. La scuola del Nord trae la sua origine dai due Li (Li sixun e Li Zhaodao) che dipinsero i paesaggi con i colori. Il loro stile si trasmise a Zhao Gan (attivo nella seconda metà del X secolo), a Zhao Boju e a suo fratello Boxiao e ad altri.

## Attribuite per trasposizione
Viaggio dell'imperatore verso Shu è un'opera anonima dell'XI secolo dopo una composizione del VII secolo.
comme nell'opera precedente, un corteo di cavalieri arriva in una valle. L'imperatore è alla testa del corteo. Sul bordo dell'acqua, cavalieri e cavalli si riposano. Più distante, lo sguardo può seguire la marcia ascendente dell'avanguardia sul fianco della montagna. In queste due composizioni, la stilizzazione delle scogliere e dei picchi, il ritmo d'insieme fanno riferimento a modelli antichi e un poco identici. Nella pittura qui presente, una certa secchezza e un lavoro molto dedicato all'elaborazione giustificano l'attribuzione a un pittore Song (o successivo) trasponendo un'opera di Li Zhaodao.

## Influenza di stile
Lo stile blu e verde, di solito associato, a Li Sixun e a suo figlio Zhaodao, diventa estremamente popolare dopo il regno di Wu Zetian. La sua influenza crescente è legata a un cambiamento importante nell'arte cortigiana verso la fine dell'iniziale periodo Tang: uno slittamento graduale dell'arte pesantemente politicizzata verso opere apolitiche, create in modo più piacevole e rilassato. esaminando documenti e opere d'arte all'inizio dell'ottavo secolo, si osserva una tendenza verso l'estetismo e il formalismo, in misura tale che mecenati e pittori di corte rivolgano maggior attenzione al modo di rappresentazione che al soggetto rappresentato.
Differentemente da Yan LIben e di altri artisti impiegati presso l'imperatore, i due Li sono loro stessi membri del clan imperiale. questo status doveva aumentare la loro potenziale influenza artistica, ma loro si esposero, in quanto membri della famiglia reale, a grave pericolo perché rappresentarono intrighi di corte e il loro ruolo nell'arte è condizionato dagli epiloghi di lotte politiche. Da parte sua, Li Sixun resta nascosto per anni evitando così le persecuzioni di Wu Zetian contro la casa reale Tang e non ritornerà a corte che dopo l'abdicazione di Wu nel 704.